# Specklinia obliquipetala
Specklinia obliquipetala là một loài thực vật có hoa trong họ Lan. Loài này được (Acuña & C.Schweinf.) Luer mô tả khoa học đầu tiên năm 2004.